# Modakryl
Modakryl  är en syntetfiber, vilket innebär att den är en konstfiber som kemiskt står nära plasterna. Några handelsnamn på olika Modakryl-fibrer är Dynel, Verel och Kanekalon. Akrylfiber och modakryl påminner om varandra. Den kemiska skillnaden ligger i andelen akrylnitril. Mellan 35 och 85 procent av en modakrylfibers vikt ska komma från akrylnitril. För att en fiber ska kallas akryl ska viktandelen akrylnitril vara minst 85 procent. 
Modakrylfibern tillverkas genom torrspinning eller våtspinning. Modakryl-fibrer är mjuka, lättfärgade, formbara, flamsäkra och motståndskraftiga mot såväl syror som alkalier. Modakryl-fibrer används till exempel till fuskpäls, barnpyjamasar, peruker tupéer och stoppning. Modakrylfibern används även inom industrin till exempelvis mattor och filter. 